# Баллилонгфорд
Баллилонгфорд (англ. Ballylongford; ирл. Béal Átha Longfoirt) — деревня в Ирландии, находится в графстве Керри (провинция Манстер).

## Демография

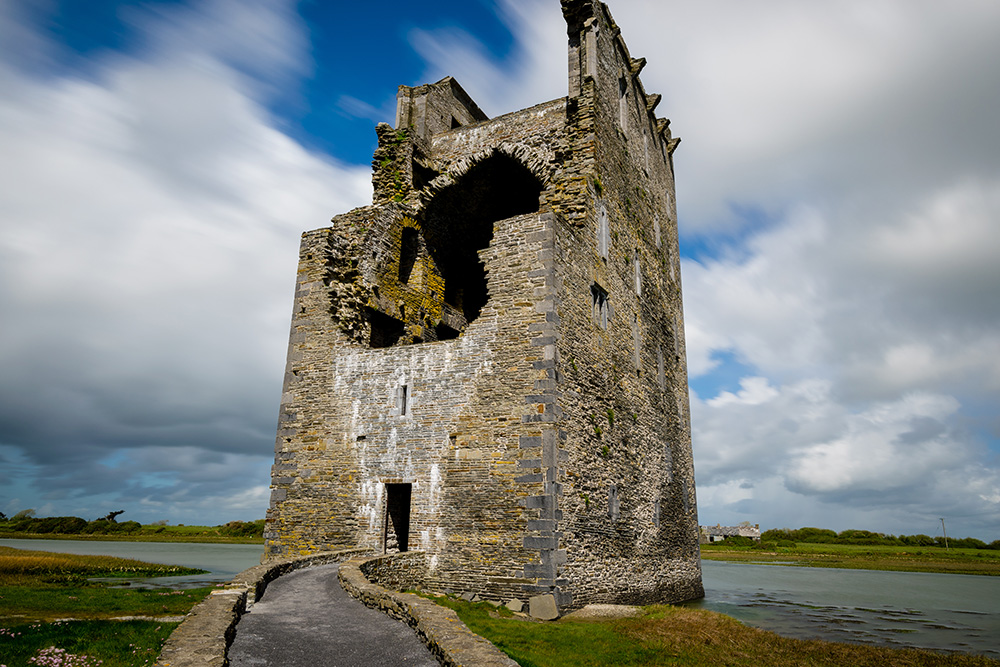
Замок в деревне Баллилонгфорд

Население — 406 человек (по переписи 2006 года). В 2002 году население составляло 405 человек. 
Данные переписи 2006 года:
| Общие демографические показатели |               |                               |                               |      |      |
| Всё население                    | Всё население | Изменения населения 2002—2006 | Изменения населения 2002—2006 | 2006 | 2006 |
| 2002                             | 2006          | чел.                          | %                             | муж. | жен. |
| 405                              | 406           | 1                             | 0,2                           | 193  | 213  |